# Eleccions legislatives gregues de 1923
Les eleccions legislatives gregues de 1923 se celebraren el 2 de desembre de 1923, marcades per l'abstenció dels monàrquics. Va guanyar el Partit Liberal i Elevthérios Venizelos va formar govern. El rei Constantí I de Grècia abandonà el país i es proclamà la Segona República Hel·lena
| Eleccions legislatives gregues de 1923 | Eleccions legislatives gregues de 1923                                            | Eleccions legislatives gregues de 1923 | Vots    | Vots | Vots | Escons | Escons |  |
| Eleccions legislatives gregues de 1923 | Eleccions legislatives gregues de 1923                                            | Eleccions legislatives gregues de 1923 | No.     | %    | +− % | No.    | +−     |  |
| -------------------------------------- | --------------------------------------------------------------------------------- | -------------------------------------- | ------- | ---- | ---- | ------ | ------ |  |
|                                        | Partit Liberal Komma Fileleftheron                                                | Elevthérios Venizelos                  |         |      |      | 250    |        |  |
|                                        | Unió Democràtica Δημοκρατική Ένωση Liberals Democràtics Δημοκρατικοί Φιλελέυθεροι | Alexandros Papanastasiou               |         |      |      | 120    |        |  |
|                                        | Altres partits anti-Venizelistes                                                  |                                        |         |      |      | 6      |        |  |
|                                        | Partit Agrari Agrotikon Komma                                                     |                                        |         |      |      | 3      |        |  |
|                                        | Musulmans de Tràcia Occidental Μουσουλμάνοι Δυτικής Θράκης                        |                                        |         |      |      | 3      |        |  |
|                                        | Jueus de Tessalònica Εβραίοι Θεσσαλονίκης                                         |                                        |         |      |      | 3      |        |  |
|                                        | Demòcrates Independents Ανεξάρτητοι Δημοκρατικοί                                  |                                        |         |      |      | 7      |        |  |
|                                        | Socialistes Σοσιαλιστές                                                           |                                        |         |      |      | 1      |        |  |
|                                        | Independents Ανεξάρτητοι                                                          |                                        |         |      |      | 4      |        |  |
| Vots vàlids                            | Vots vàlids                                                                       | Vots vàlids                            | 694.448 | 100  |      | 397    |        |  |
| Vots nuls                              |                                                                                   |                                        |         |      |      |        |        |  |
| Total                                  |                                                                                   |                                        |         |      |      |        |        |  |
| Participació                           | Participació                                                                      | Participació                           | 70%     |      |      |        |        |  |
| Electorat                              | Electorat                                                                         | Electorat                              | '       |      |      |        |        |  |
|                                        |                                                                                   |                                        |         |      |      |        |        |  |